# Sharon Bolton
Sharon Bolton, ps. „S. J. Bolton” (ur. 27 maja 1960 w Lancashire) – brytyjska pisarka, autorka powieści kryminalnych i thrillerów. Mieszka w Oxfordzie.

## Nagrody
Jej powieści znalazły się w finałach konkursów o nagrody literackie, m.in. CWA Gold Dagger, Barry Award, International Thriller Writer's, Best First Novel, Mary Higgins Clark i Prix du Polar. W 2012 otrzymała trzecią nominację do CWA Dagger in the Library – nagrody bibliotekarzy za całokształt twórczości w zakresie powieści kryminalnej. 
Jest autorką cyklu powieściowego z londyńską policjantką Lacey Flint. Pierwsza część tego cyklu (Ulubione rzeczy) znalazła się w finale nagrody Mary Higgins Clark oraz Barry Awards (2011). Magazyny Kirkus Reviews oraz Library Journal uznały tę powieść za jeden z najlepszych kryminałów roku 2011. Druga książka cyklu (Dead Scared) została uznana przez Publishers Weekly za jeden z najlepszych i najoryginalniejszych kryminałów roku 2012.

## Cykl z Lacey Flint
- Now You See Me (Ulubione rzeczy), 2011
- Dead Scared (Karuzela samobójczyń), 2012
- Lost (Zagubieni), 2013
- A Dark and Twisted Tide (Mroczne przypływy Tamizy), 2014
- The Dark (Mrok), 2022

## Cykl Mistrz ceremonii
- The Craftsman (Mistrz ceremonii), 2018
- The Poisoner (Mistrz Ceremonii 2,Truciciel), 2019

## Cykl The Craftsmen
- The Craftsman, 2018
- The Buried, 2022

## Pozostałe książki
- Sacrifice (Sacrifice), 2008
- Awakening (Blizna), 2009
- Blood Harvest (Krwawe żniwa), 2010
- Little Black Lies (Małe mroczne kłamstwa), 2015
- Daisy in Chains (Stokrotka w kajdanach), 2016
- Dead Woman Walking (Już jesteś martwa), 2017
- The Split (Rozpad), 2020
- The pact (Pakt), 2021
- The Fake Wife (Nieznajoma żona), 2023